# Polypedilum bifurcatum
Polypedilum bifurcatum är en tvåvingeart som beskrevs av Peter Scott Cranston 1989. Polypedilum bifurcatum ingår i släktet Polypedilum och familjen fjädermyggor.
Artens utbredningsområde är Oman. Inga underarter finns listade i Catalogue of Life.